# Angel Witch
Angel Witch es una banda inglesa de heavy metal, formados en Londres en 1977, como parte del movimiento musical NWOBHM.

## Biografía
La banda la formaron el guitarrista y vocalista Kevin Heybourne, el guitarrista Rob Downing, Dave Hogg en la batería y Kevin Riddles en el bajo. 
Junto a bandas como Blitzkrieg, Jaguar, Diamond Head o Praying Mantis, fueron uno de los representantes más importantes de la NWOBHM y gozaron de cierto éxito comercial en su época. Como muchas de estas bandas, Angel Witch influenció en géneros como el thrash metal y speed metal, desarrollados posteriormente. Su single "Baphomet" fue incluido en el compilatorio Metal for Muthas. En 1980 sacaron a la venta su primer álbum de estudio de nombre homónimo, vía Bronze Records.
Dos álbumes más fueron editados en los ochentas, Screamin' N' Bleedin' (1985) y Frontal Assault (1986). Al igual que varias bandas de la NWOBHM, en la década de los noventas, vieron declinar su éxito comercial inicial. Desde entonces sólo han editado álbumes en vivo y compilatorios, debido a problemas internos en la banda y con la discográfica.
A pesar de esto, en 2012 han vuelto con un nuevo álbum, "As Above, So Below". El 30 de agosto de 2019, la banda lanzó el sencillo, 'Don't Turn Your Back', que sería un pequeño adelanto del nuevo álbum de estudio de Angel Witch llamado "Angel Of Light".

## Miembros actuales
- Kevin Heybourne - Guitarras, voz (1978-1982, 1984-1998, 2000-presente)
- Will Palmer - Bajo (2008-presente)
- Jimmy Martin - Guitarras, coros (2015-presente)
- Fredrik Jansson - Batería (2016-presente)

## Miembros antiguos
- Kevin "Skids" Riddles - Bajo (1978-1981)
- Steve Coleman - Batería (1978)
- Dave Hogg - Batería (1978-1980, 1984-1985)
- Rob Downing - Guitarras (1978-1979)
- Alan Sergeant - Guitarras (1979)
- Dave Dufort - Batería (1980-1981)
- Jerry Cunningham - Bajo (1982)
- Ricky Bruce - Batería (1982)
- Roger Marsden - Vocales (1982)
- Dave Tattum - Vocales (1984)
- Pete Gordelier - Bajo/Vocales (1984-1989)
- Spencer Holman - Batería (1984-1989)
- Dave Tattum - Vocales (1984-1986)
- Grant Dennison - Guitarras (1989-1990)
- Jon Torres - Bajo/Guitarras (1990-2000), Bajo (2002-2003)
- Tom Hunting - Batería (1990-1993, 2002-2003)
- Doug Piercy - Guitarras (1990-1992)
- Lee Altus - Guitarras (1993-1995, 2002-2003)
- Darren Minter - Batería (1994-1998, 2003)
- Chris Fullard - Guitarras (1996, 2008-?)
- Myk Taylor - Guitarras/Teclados (1996-1998)
- Richie Wicks - Bajo/Vocales (2000-2002, 2002)
- Scott Higham - Batería (2000-2001, 2002)
- Keith Herzberg - Guitarras/Vocales (2000-2002, 2002)
- Ace Finchum - Batería (2001-2002)
- Andy Prestidge - Batería (2008-?)
- Bill Steer - Guitarras (2010-2013)
- Tom Draper - Guitarras, Vocales (coros) (2013-?)
- Colin Hendra - Guitarras (2015)
- Alan French - Batería (2015-2016)

## Discografía

### Álbumes de estudio
- Angel Witch (1980)
- Screamin' 'N' Bleedin' (1985)
- Frontal Assault (1986)
- As Above, So Below (2012)
- Angel Of Light (2019)

## Sencillos
- Sweet Danger (1980)
- Angel Witch (1980
- Loser (1981)
- Goodbye (1985)
- The Sorceress (2013)
- Don't Turn Your Back (2019)
- Condemned (2019)
- Frontal Assault/Straight From Hell (2020)

## EP
- Sweet Danger (1980)
- They Wouldn't Dare (2004)

### Álbumes en vivo
- Live (1990)
- '82 Revisited (1997)
- Live At The LA2 (2000)
- Burn The White Witch (2009)

### Compilaciones
- Dr. Phibes (1986) [Recopilatorio con todos los temas del primer LP incluyendo 3 tracks del sencillo “Loser”]
- Screamin' Assault (1988) [Recopilatorio con el segundo y tercer LP de la banda]
- Resurrection (1998) [Recopilatorio con las pistas de demostración grabadas en 1987, 1990  y 1998]
- Sinister History (1999) [Recopilatorio con todas las pistas de demostración del Demo de 1978 incluyendo 2 tracks grabados en directo el 7 de febrero y el 18 de octubre de 1981]
- Seventies Tapes (2017) [Recopilatorio con las pistas de demostración grabadas en 1978 y 1979]

## Demos
- Demo (1978)
- Demo (1979)
- Give Me Some Tickle (1981) [Pistas grabadas en directo desde Norbeck Castle, Blackpool el 29 de enero de 1981]
- Demo (1982)
- Psychopatic (1987)
- Twist Of The Knife (1990)
- Resurrection (1998)